# Камјанечка кула
Камјанечка кула (блр. Камяне́цкая ве́жа; рус. Камене́цкая ба́шня) одбрамбена је кула у граду Камјанецу у западном делу Брестске области Републике Белорусије. Кула је грађена у романичком и готичком стилу у периоду између 1271 . и 1289. године по налогу волињског кнеза Владимира Васиљковича. 
У целости је изграђена од црвене цигле, висока је 30 метара и има 5 нивоа. Зидови су дебљине око 2,5 метара. 
Први писани подаци о кули потичу из 1276. године. Једина је кула оваквог типа која је преживела сва разарања од свог оснивања на територији Белорусије. Данас има статус историјског споменика од националног значаја. Један део поставке Брестског регионалног музеја се налази у кули од 1960. године. 
Кула је кроз историју била позната и као „Бела кула“ (рус. Белая вежа), а назив је добила јер је смештена на самом улазу у Бјаловјешку шуму, а не по боји зидова (који су од настанка црвени).
Камјанечка кула се од 30. јануара 2004. налази на привременој листи Светске баштине Унеска.